# Szenkamaniszken
Szenkamaniszken (uralkodói nevén Szeheperenré) a Kusita Királyság egyik uralkodója, aki i. e. 640–620 között uralkodott Napatában. Az egyiptomi fáraók mintájára teljes fáraói titulatúrát vett fel.

## Családja és említései
Felesége Naszalsza volt, akitől két fia született: Anlamani és Aszpelta. Mindkettejükből kusita király lett. További feleségei talán Amanimalel és Maszalaje. Szenkamaniszken szobrait elásva vagy elrejtve találták meg Gebel Barkalban; valószínűleg azért rejtették el őket, mert II. Pszammetik i. e. 592-ben megtámadta Kúst. Egy nevével ellátott szfinx is előkerült. Nevével ellátott tárgyakat találtak Meroéban is, ami azt mutatja, nagy jelentőséggel bírt számára ez a város, amely a Kusita Királyság fővárosa lett, miután II. Pszammetik i. e. 592-ben kifosztotta Napatát. Szenkamaniszken sírja a Nuriban található Nu.3 jelű núbiai piramis. Egy nevével ellátott áldozati asztal töredéke Memphiszből került elő.

## Neve
Szenkamaniszken titulatúrája:
- Hórusz: Szeh[er]taui („A Két Föld megbékítője”) (?)
- Nebti: Hahermaat („Az igazságban megjelenő”)
- Arany Hórusz: Uszerpehti („Erős hatalmú”)
- Prenomen: Szeheperenré („Akit Ré nevelt fel”)
- Nomen: Szenkamaniszken

## Galéria

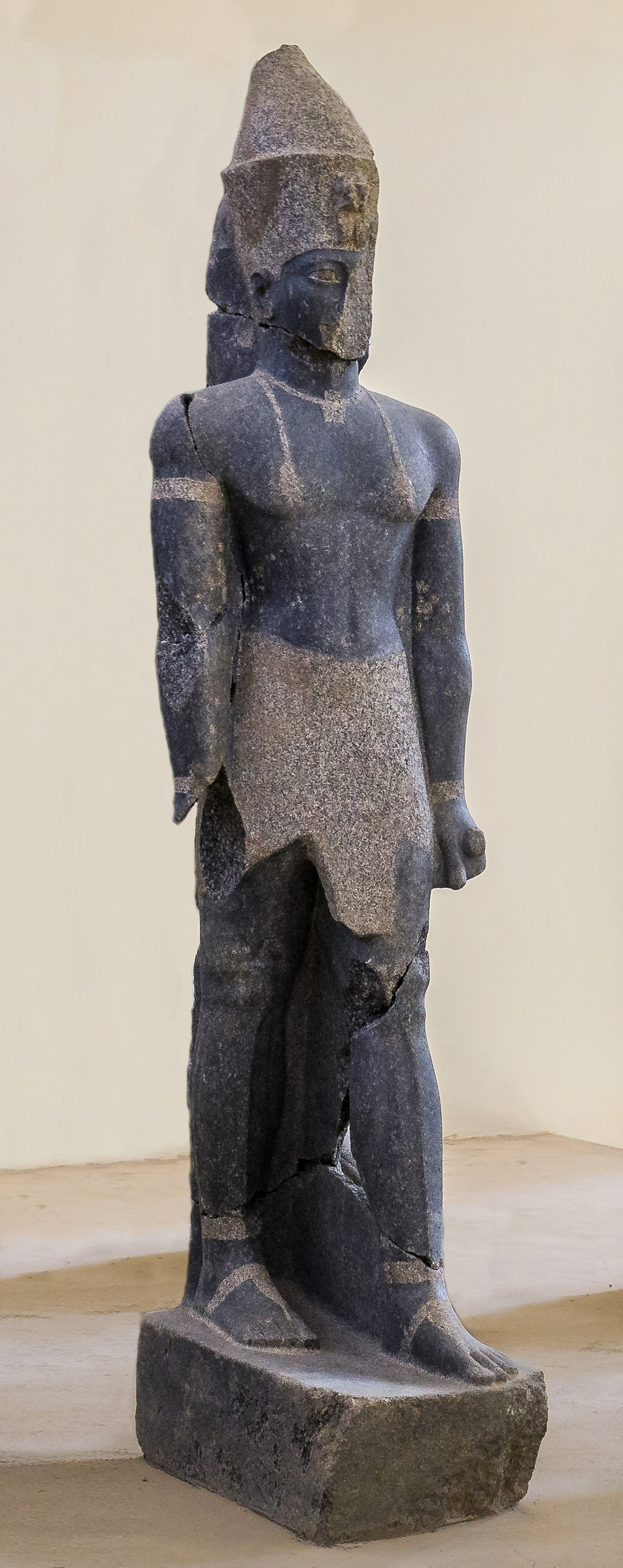
Szenkamaniszken szobra
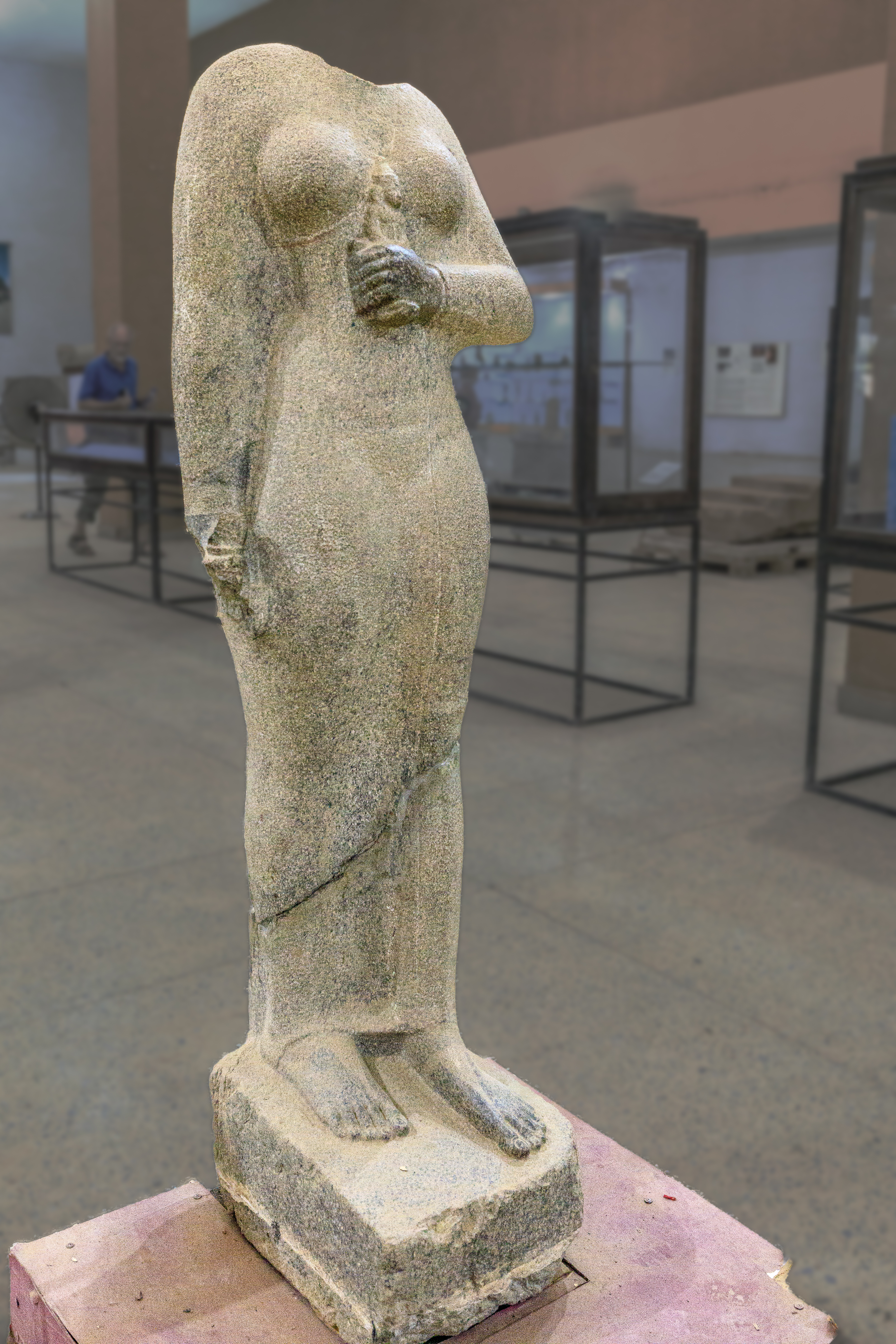
Amanimalel, talán Szenkamaniszken felesége
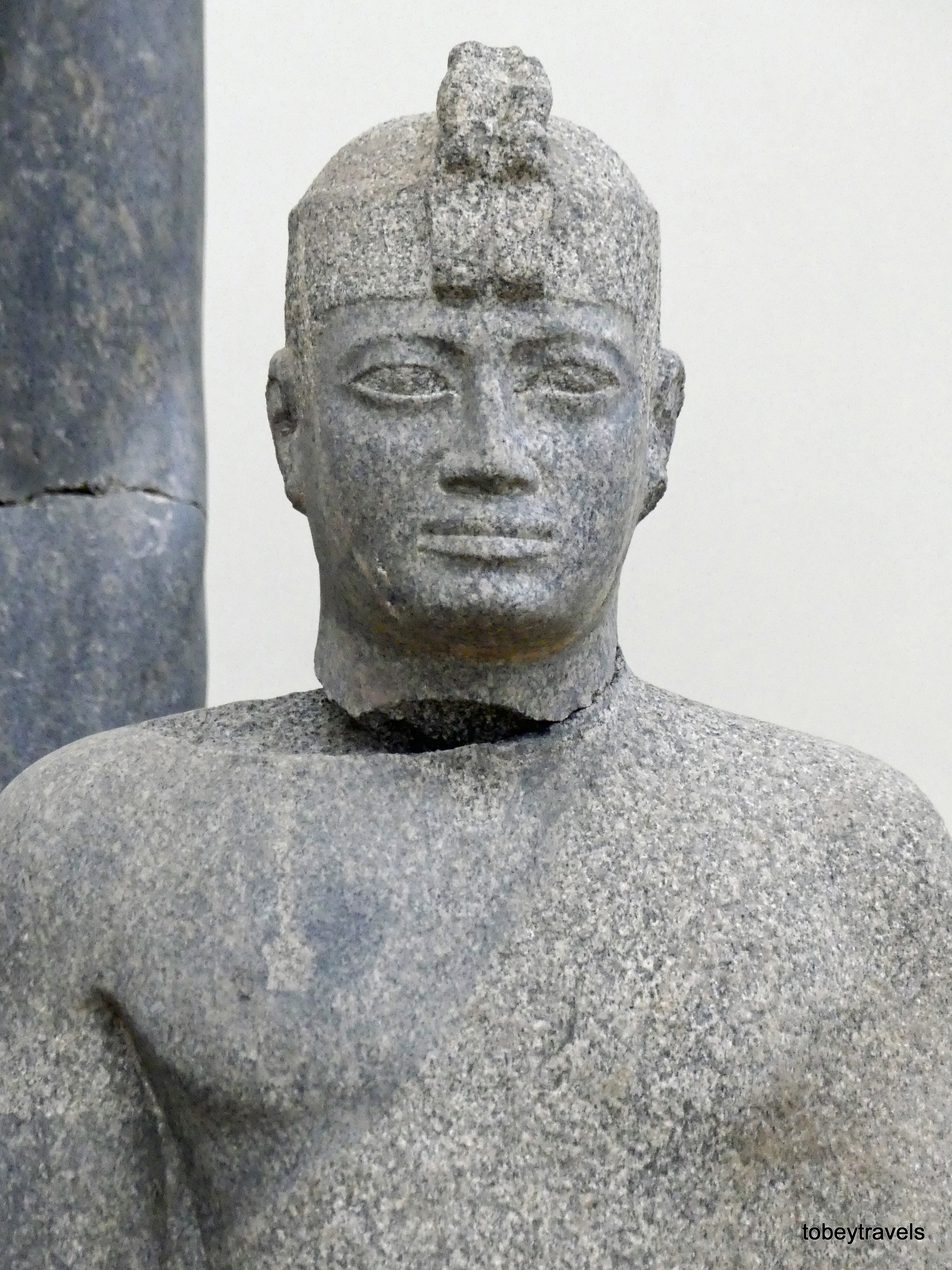
Szenkamaniszken szobra (Kerma Múzeum)
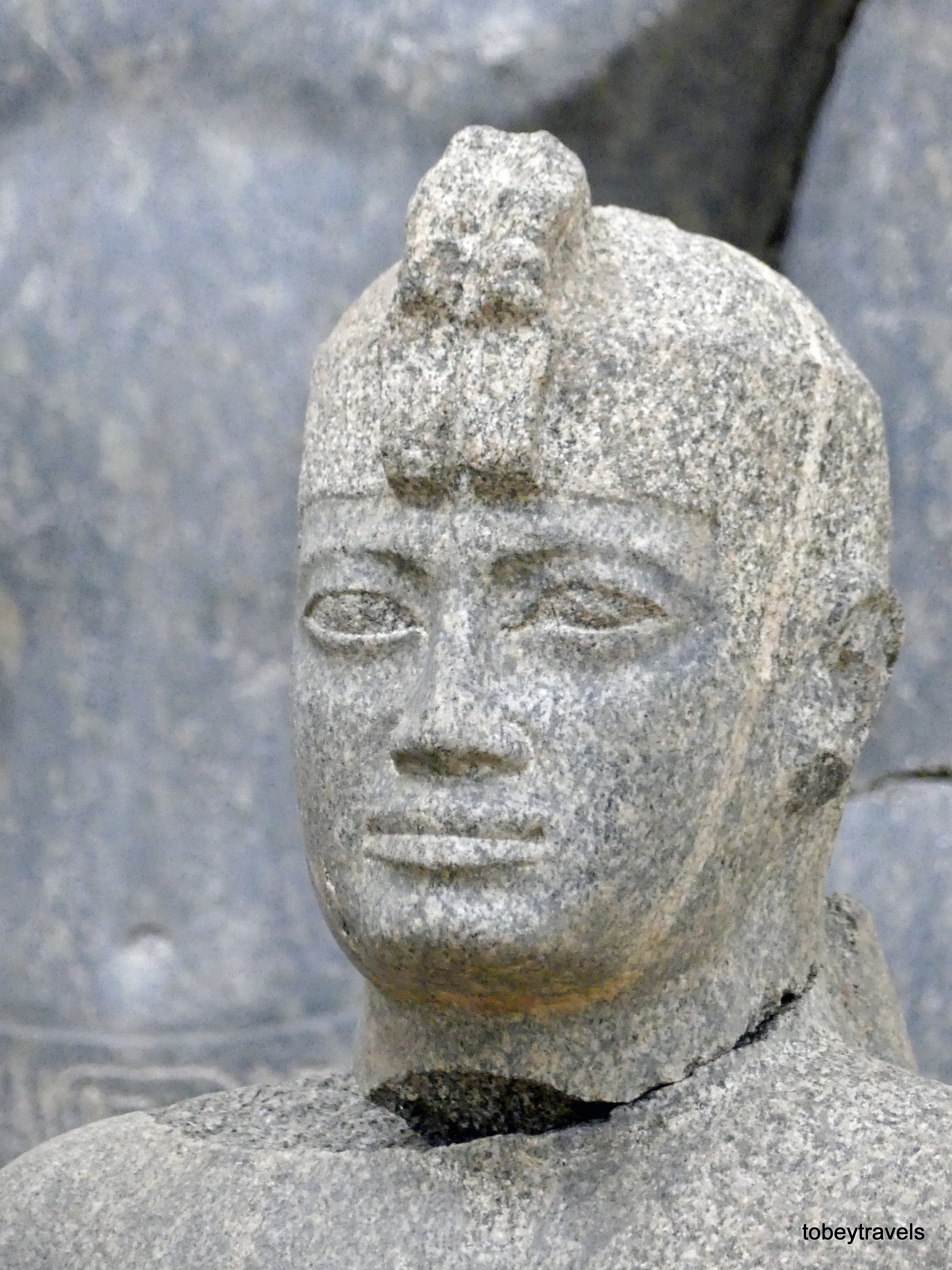
Szenkamaniszken szobra (Kerma Múzeum)
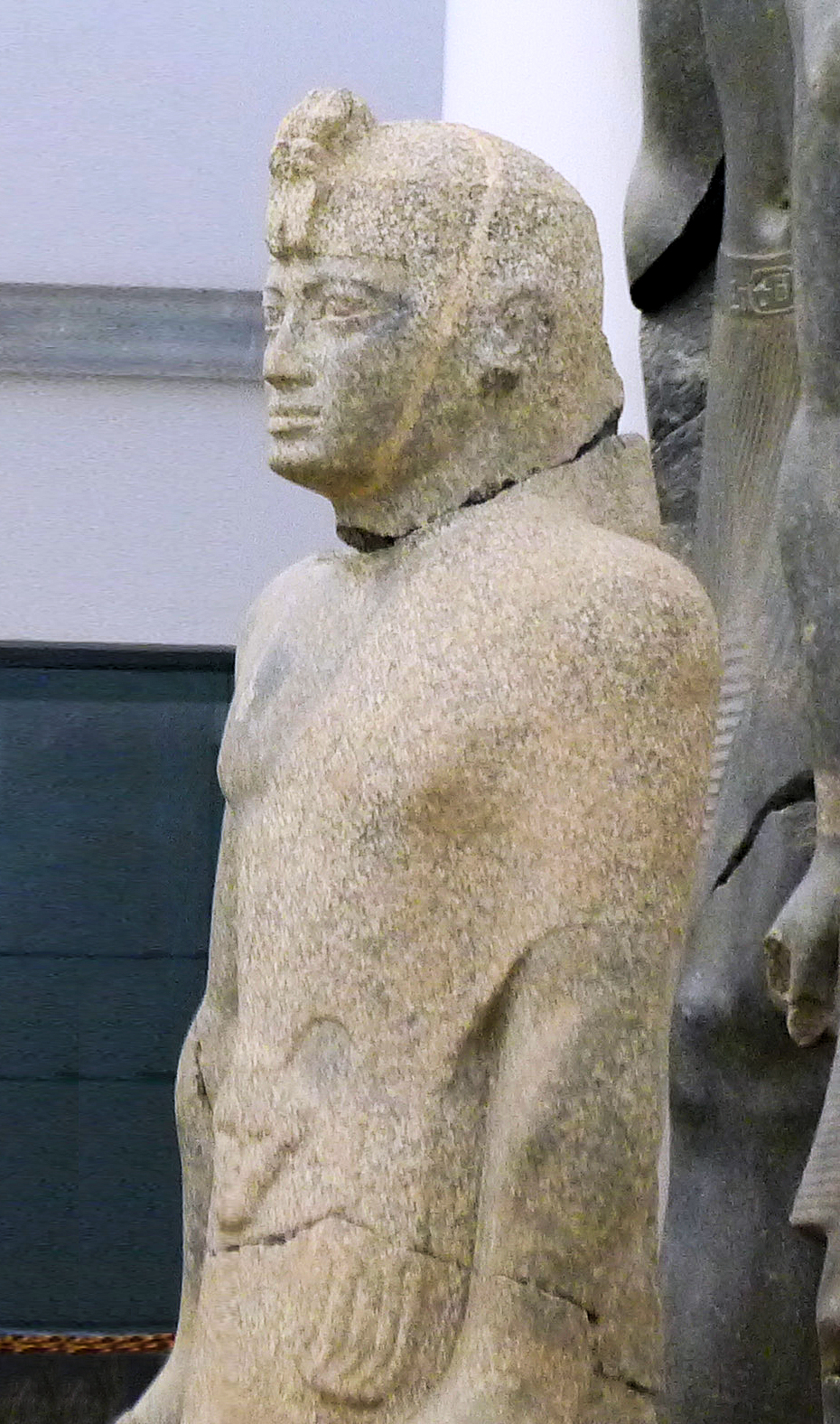
Szenkamaniszken szobra (Kerma Múzeum)
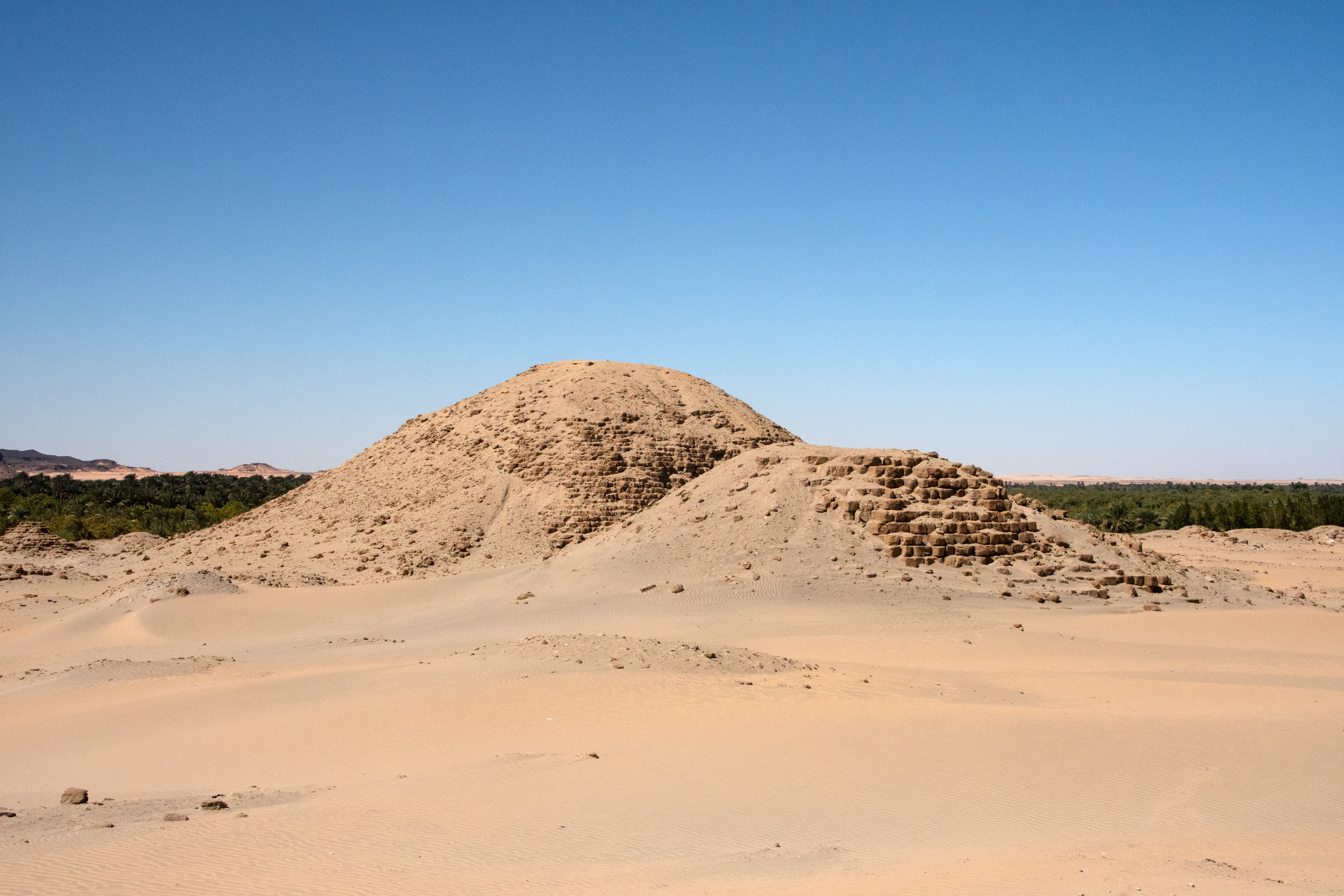
Szenkamaniszken piramisa (jobbra)

## Fordítás
- Ez a szócikk részben vagy egészben  a   Senkamanisken című angol Wikipédia-szócikk ezen változatának fordításán alapul.  Az eredeti cikk szerkesztőit annak laptörténete sorolja fel. Ez a jelzés csupán a megfogalmazás eredetét és a szerzői jogokat jelzi, nem szolgál a cikkben szereplő információk forrásmegjelöléseként.

## Külső hivatkozások
- Senkamanisken